# 刘岸伟
刘岸伟（1957年4月—）是一位中国比较文学家。

## 生平
1957年出生于北京。1981年毕业于北京外国语大学，1989年凭借论文《西洋の衝撃と中日近代文化の創出と挫折－周作人と永井荷風》获得东京大学博士学位。1992年担任札幌大学助教授，1998年担任东京工业大学助教授、教授。

## 荣誉
1992年凭借《東洋人の悲哀》获得三得利学艺奖、1992年获得金素云奖。1998年東工大助教授、教授。2005年凭借《小泉八雲と近代中国》获得岛田谨二学艺奖。2012年凭借《周作人伝　ある知日派文人の精神史》获得和辻哲郎文化奖。

## 著作
- 『東洋人の悲哀 周作人と日本』河出书房新社 1991
- 『明末の文人李卓吾 中国にとって思想とは何か』中公新书 1994
- 『小泉八雲と近代中国』岩波書店 2004
- 『周作人伝　ある知日派文人の精神史』ミネルヴァ書房、2011

### 共著
- 『新概念チャイニーズ』陳焔　白帝社 2007